# Radu Neguț
Radu Neguț este un fotbalist aflat sub contract cu Voința Sibiu. A marcat 15 goluri în liga a III-a, 8 a II-a și un gol în prima ligă împotriva Stelei București în primul meci al Voinței în prima liga . A fost insa primul si singurul. 